# Talmine
Talmine (em árabe: ﻃﺎﻟﻤﻴﻦ) é uma cidade e comuna localizada no distrito de Charouine, na província de Adrar, no centro-sul da Argélia. Em 2008, sua população era de 12 768 habitantes.